# Beata Szalwinska
 (novembre 2019).
Si vous disposez d'ouvrages ou d'articles de référence ou si vous connaissez des sites web de qualité traitant du thème abordé ici, merci de compléter l'article en donnant les références utiles à sa vérifiabilité et en les liant à la section « Notes et références ».

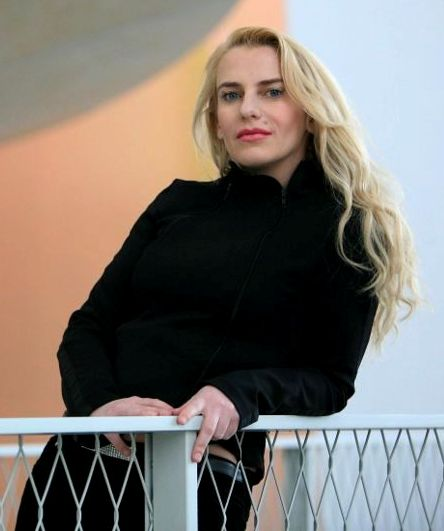
Beata Szalwinska

Beata Szalwinska (Beata Szałwińska en polonais), est une pianiste d'origine polonaise.

## Répertoire
- Beethoven
- chopin
- Liszt
- Mozart
- Rachmaninov
- ravel
- Schubert
- Szymanowski
- tchaikowsky